# Matías Alonso
Matías Damián Alonso Vallejo (Montevideo, 16 aprile 1985) è un ex calciatore uruguaiano, di ruolo attaccante.
Possiede il passaporto spagnolo.

## Carriera
Dopo aver giocato in patria con il River Plate e il Peñarol, nel 2006 si trasferisce in Spagna per poi tornare in Uruguay nel 2010.
Nel 2011-2012 torna a giocare in Spagna, con lo Zamora, mentre a marzo 2012 si trasferisce in Cina, nel Beijing Ligong.
Nel 2012-2013 gioca nella Juventud, ancora nel suo paese natìo, quindi nell'estate del 2013 si trasferisce alla squadra italiana del Bari, con cui debutta in Serie B.